# Blóðdropinn

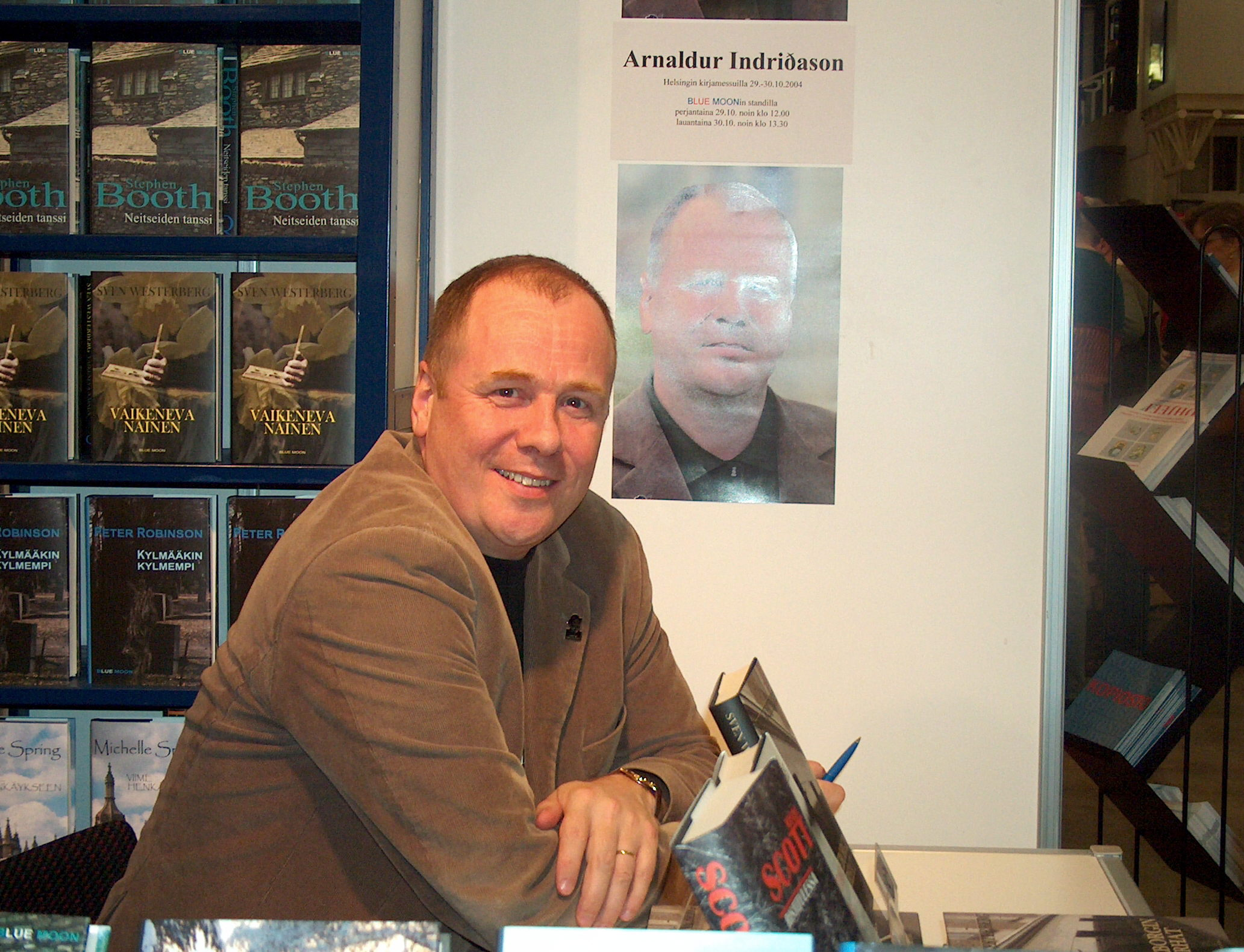
Арнальдур Індрідасон,
Переможець Blóðdropinn 2008

Blóðdropinn (укр. крапля крові) — національна ісландська літературна премія за кримінальну літературу. Присуджується лише в одній категорії (найкращий роман) і вперше була присуджена 23 вересня 2007 року Ісландською спілкою кримінальної літератури (Hið íslenska glæpafélag). Роман, нагороджений премією Blóðdropinn, також номінується на Scandinavian Crime Prize (літературна премія за найкращий кримінальний роман у скандинавських країнах).

## Лауреати

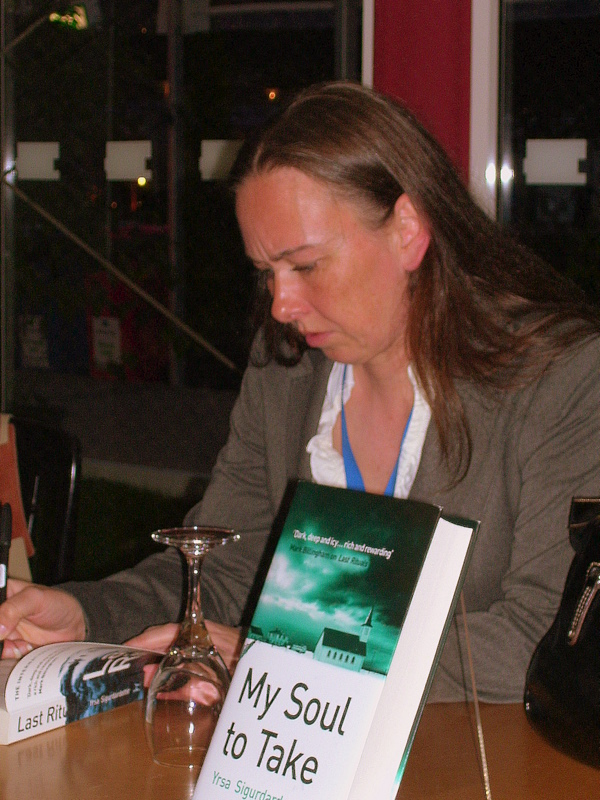
Ірса Сігурдардоттір, переможиця Blóðdropinn 2011 року

| Рік      | Лауреат              | Оригінальна назва і видавництво            |
| -------- | -------------------- | ------------------------------------------ |
| 2007 рік | Стефан Мані          | Skipið JPV, Рейк'явік 2006                 |
| 2008 рік | Арнальдур Індрідасон | Harðskafi JPV, Рейк'явік 2007              |
| 2009 рік | Евар Орн Йозефсон    | Land tækifæranna Upheimar, Akranes 2008    |
| 2010 рік | Хельгі Інгольфссон   | Þegar kongur kom Ормстунга, Рейк'явік 2009 |
| 2011 рік | Ірса Сігурдардоттір  | Ég man þig Veröld, Рейк'явік 2010          |
| 2012 рік | Сігурйон Палссон     | Klækir Sigurjón Pálsson, Рейк'явік 2011    |
| 2013 рік | Стефан Мані          | Húsið JPV, Рейк'явік 2012                  |
| 2014 рік | Стефан Мані          | Grimmd JPV, Рейк'явік 2013                 |
| 2015 рік | Ірса Сігурдардоттір  | ДНК Veröld, Рейк'явік 2014                 |
| 2016 рік | Оскар Гудмундссон    | Hilma Draumsýn, Рейк'явік 2015             |
| 2017 рік | Арнальдур Індрідасон | Petsamo Vaka-Helgafell, Рейк'явік 2016     |
| 2018 рік | Ліля Сігурдардоттір  | Búrið JPV (Forlagið), Рейк'явік 2017       |
| 2019 рік | Ліля Сігурдардоттір  | Svik JPV (Forlagið), Рейк'явік 2018        |
| 2020 рік | Сольвейг Палсдоттір  | Fjotrar Bókabúð Forlagsins, Рейк'явік 2019 |
| 2021 рік | Ірса Сігурдардоттір  | Bráðin Veröld, Рейк'явік 2020              |